# Folketingsvalget 1906
Folketingsvalget den 29. maj 1906. Mellem valgene i 1905 og 1906 blev Det Radikale Venstre dannet som en udbrydergruppe fra Folketingets Venstre. Den resterende del af partiet fortsatte under navnet Reformpartiet Venstre.
| Partier              | Partiformand                     | Stemmer                                         | Pct. af stemmetal                               | Mandater                                        | +/-                                             |                                                 |
| -------------------- | -------------------------------- | ----------------------------------------------- | ----------------------------------------------- | ----------------------------------------------- | ----------------------------------------------- | ----------------------------------------------- |
| Venstrereformpartiet | J. C. Christensen                | 96.353                                          | 30,81%                                          | 55                                              | -17                                             |                                                 |
| Socialdemokratiet    | P. Knudsen                       | 76.612                                          | 25,48%                                          | 24                                              | +8                                              |                                                 |
| Højre                | Emil Piper                       | 67.224                                          | 21,06%                                          | 12                                              | 0                                               |                                                 |
| Det Radikale Venstre | Carl Theodor Zahle               | 41.460                                          | 12,77%                                          | 9                                               | Nyt parti                                       |                                                 |
| Moderate Venstre     | Klaus Berntsen & Niels Neergaard | 20.487                                          | 6,81%                                           | 9                                               | -3                                              |                                                 |
| Udenfor Partierne    |                                  | 9.099                                           | 3,03%                                           | 4                                               | +1                                              |                                                 |
| Nej-stemmer          |                                  | 116                                             | 0,04%                                           |                                                 |                                                 |                                                 |
| Valgdeltagelse       | Valgdeltagelse                   | 69,04%                                          | 69,04%                                          | 69,04%                                          | 69,04%                                          | 69,04%                                          |
| Kilde                | Kilde                            | Hvem Hvad Hvor 1934-1943 & Danmarkshistorien.dk | Hvem Hvad Hvor 1934-1943 & Danmarkshistorien.dk | Hvem Hvad Hvor 1934-1943 & Danmarkshistorien.dk | Hvem Hvad Hvor 1934-1943 & Danmarkshistorien.dk | Hvem Hvad Hvor 1934-1943 & Danmarkshistorien.dk |

(+/-) – Forskellen af antal pladser i Folketinget i forhold til fordelingen ved forrige valg
Nej-stemmer er fra valgkredse, hvor der kun var en enkelt kandidat opstillet. Iflg. valgloven dengang, kunne man stemme i mod en kandidat, hvis mindst 50 personer begærede ønske om afstemning. Hvis der ikke var 50 personer, så ville kandidaten vinde mandater ved fredsvalg..